# All-Ireland Senior Football Championship 1953
L'All-Ireland Senior Football Championship del 1953 fu l'edizione numero 67 del principale torneo irlandese di calcio gaelico. Kerry si impose per la diciassettesima volta.

## Risultati

### Connacht
| 19 luglio 1953 Finale | Roscommon | 1-6 – 0-6 | Mayo | Roscommon (15.000 spett.) |

### Leinster
| Dublino 26 luglio 1953 Finale | Louth | 1-7 – 0-7 | Wexford | Croke Park |

### Munster
| 1953 Finale | Kerry | 2-7 – 2-3 | Cork |  |

### Ulster
| Belfast 26 luglio 1953 Finale | Armagh | 1-6 – 0-5 | Cavan | Casement Park (30.000 spett.) |

### All-Ireland Championship
| Dublino 9 agosto 1953 Semifinale | Armagh | 0-8 – 0-7 | Roscommon | Croke Park (40.372 spett.) |

| Dublino 23 agosto 1953 Semifinale | Kerry | 3-6 – 0-10 | Louth | Croke Park (62.408 spett.) |

| Dublino 27 settembre 1953 Finale | Kerry | 0-13 – 1-6 | Armagh | Croke Park (86.155 spett.) |